# Néo-zélandais (lapin)
Pour l’article homonyme, voir Néo-zélandais.
Le néo-zélandais est une race de lapin domestique issu des lapins colorés américains dont il est l’albinos.

## Origine
Le néo-zélandais est originaire des États-Unis, et correspond à la variété albinos des lapins colorés américains. Les animaux à l’origine de la race actuelle apparaisse au début du XXe siècle. Diverses thèses sur leur apparition existent ; pour certains ils seraient issus de lapins marrons néo-zélandais, pour d’autres il s’agit du produit de croisements entre lièvres belges et golden fauves. Toujours est-il que les premiers lapins qualifiés de néo-zélandais sont de couleurs variées, bien conformés à la suite des importants efforts de sélection dans ce sens.

## Description
Le néo-zélandais est un lapin de taille moyenne qui pèse entre 4 et 5,4 kg. Il a un corps massif caractérisé par une très forte conformation musculaire. Il n’est pas très long et a la croupe bien large. Ses pattes sont courtes et fortes. Sa tête est volumineuse avec des mâchoires bien développées, elle se confond avec le tronc. Elle porte deux oreilles très robustes, épaisses et bien droites de 10,5 à 12,5 cm. Un fanon moyen est toléré chez la femelle. Les yeux sont roses, autre caractéristique de l’albinisme. La fourrure est très dense, souple et lustrée. Elle est entièrement blanche.

## Sélection
Dès son apparition le néo-zélandais est sélectionné sur la vitesse de croissance et le développement musculaire. Ce lapin se montre bien adapté à la vie sur grillage et ses qualités de producteur de viande en ont fait un lapin très utilisé pour la constitution d’hybrides hyperproductifs utilisés en élevage industriel.

## Diffusion
Le néo-zélandais est pour la première fois mentionné en France en 1957 et y est introduit en 1960. Aujourd’hui, à travers ses divers hybrides utilisés dans les élevages industriels, il est présent dans la plupart des pays producteurs de lapins de chair.